# Костандин III
Костандин III (арм. Կոստանդին Գ; имя при рождении Ги де Лузиньян; ум. 17 апреля 1344) — король Армении (1342—1344) из династии Лузиньянов. Основатель армянской ветви французского дворянского рода Лузиньян.

## Биография
Ги де (Пуатье-)Лузиньян был сыном Амори II Тирского из династии Лузиньян, регента Кипра, и армянской принцессы Изабеллы, дочери киликийского короля Левона III из династии Хетумян.
После убийства отца в 1310 году, вместе с матерью и 4-мя братьями нашёл пристанище сначала в Киликии, у своего двоюродного брата Левона V Хетумяна, а затем в Константинополе. С 1328 по 1341 годы занимал должность губернатора области Серре. После убийства Левона V королевством временно управлял младший брат Ги Жан де Лузиньян.
В 1343 году, в сопровождении 300 франкских солдат он прибыл в Киликию и был коронован по армянским традициям. Однако вместо того, чтобы организовывать оборону страны от нападений египетских мамлюков и караманских туркменов, Костандин передал власть униатам и франкам, начав гонения против армянских князей и отбирая их владения.
В 1344 году армянские князья во главе с Ошином Бакураном подняли восстание в Адане против короля. и 17 апреля Костандин вместе со своими 300 приближёнными был убит.

## Личная жизнь
Костандин был женат дважды. От второй жены Феодоры (сестры византийского доместика Сиргиана) у него родились двое детей, одна из них — Изабелла (или Зампия, или Мария) была женой Мануила Кантакузина, деспота Мореи.

## Комментарии

Герб Костандина III, сочетание гербов Иерусалима и Королевства Армении

1. ↑  Иногда именуется Костандин II.